# Asprì

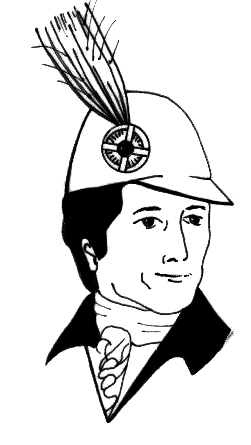
Asprì su un cappello

L'asprì o egretta (in francese aigrette, lett. "egretta") è un pennacchio o un ciuffo di penne d'airone usato per ornare un copricapo. La parola può anche identificare qualsiasi ornamento simile con gemme.

## Storia e descrizione

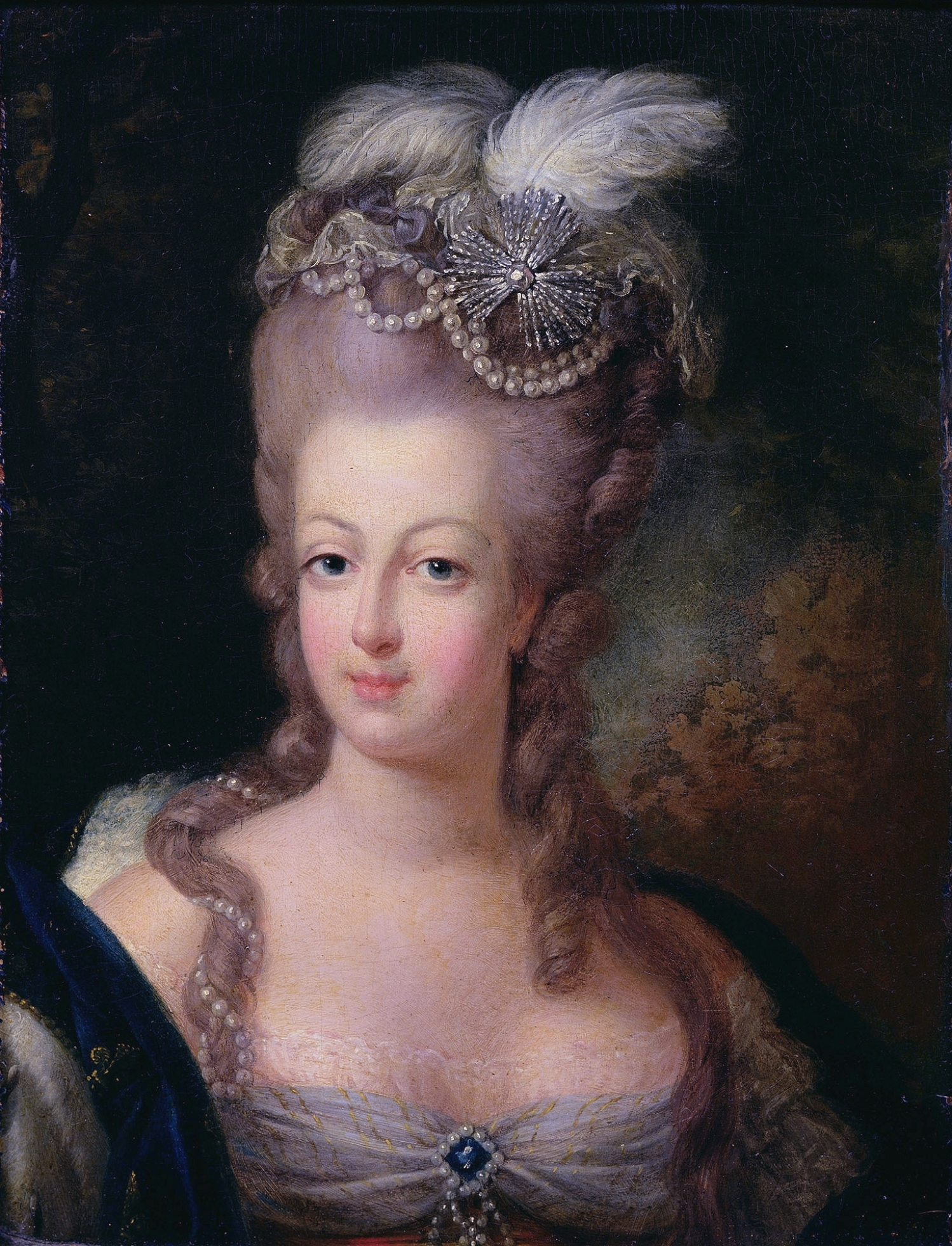
Maria Antonietta con un asprì

Gli asprì, tempestati di diamanti e rubini, decoravano i turbanti dei sultani ottomani o la testiera cerimoniale dei loro cavalli. Molti di questi ornamenti sono in mostra nel Tesoro del Palazzo di Topkapı a Istanbul, in Turchia. L'asprì veniva indossato anche da alcuni ranghi di ufficiali dell'esercito francese.
Si ritiene che alla corte inglese di Giacomo VI e I e Anna di Danimarca venivano indossati asprì ingioiellati e "piume di diamante", associate all'orafo Arnold Lulls il cui libro di disegni sopravvive ancora.
Durante la fine del XIX e l'inizio del XX secolo, la moda femminile di indossare asprì stravaganti e fantasiosi portò al massacro di un gran numero di uccelli, soprattutto garzette, da cui venivano asportate le piumeper l'industria della modisteria, fino a quando la reazione pubblica e l'intervento del governo fecero cessare la moda e crollare la domanda di tali pennacchi.
Il diamante color whisky da 61,50 carati (12,3 g), chiamato "occhio della tigre" (The Eye of the Tiger), è stato montato da Cartier su un asprì su turbante per il Jam Sahib o maragià di Nawanagar nel 1934.

## Oggetti simili
La parola aigrette è usata per descrivere diverse cose con una forma simile. È il nome dato a un tipo di frittella di pastella fatta a forma allungata.
Per analogia la parola è usata in vari ambiti scientifici per indicare escrescenze piumate di simile aspetto, come per i ciuffi sulle teste degli insetti, il piumino del dente di leone, i raggi luminosi all'estremità dei corpi elettrificati, o i raggi luminosi, visti in eclissi solari, che escono dal bordo della luna.
Nell'impero ottomano usava il chelengk, una decorazione simile all'asprì.